# Krupier

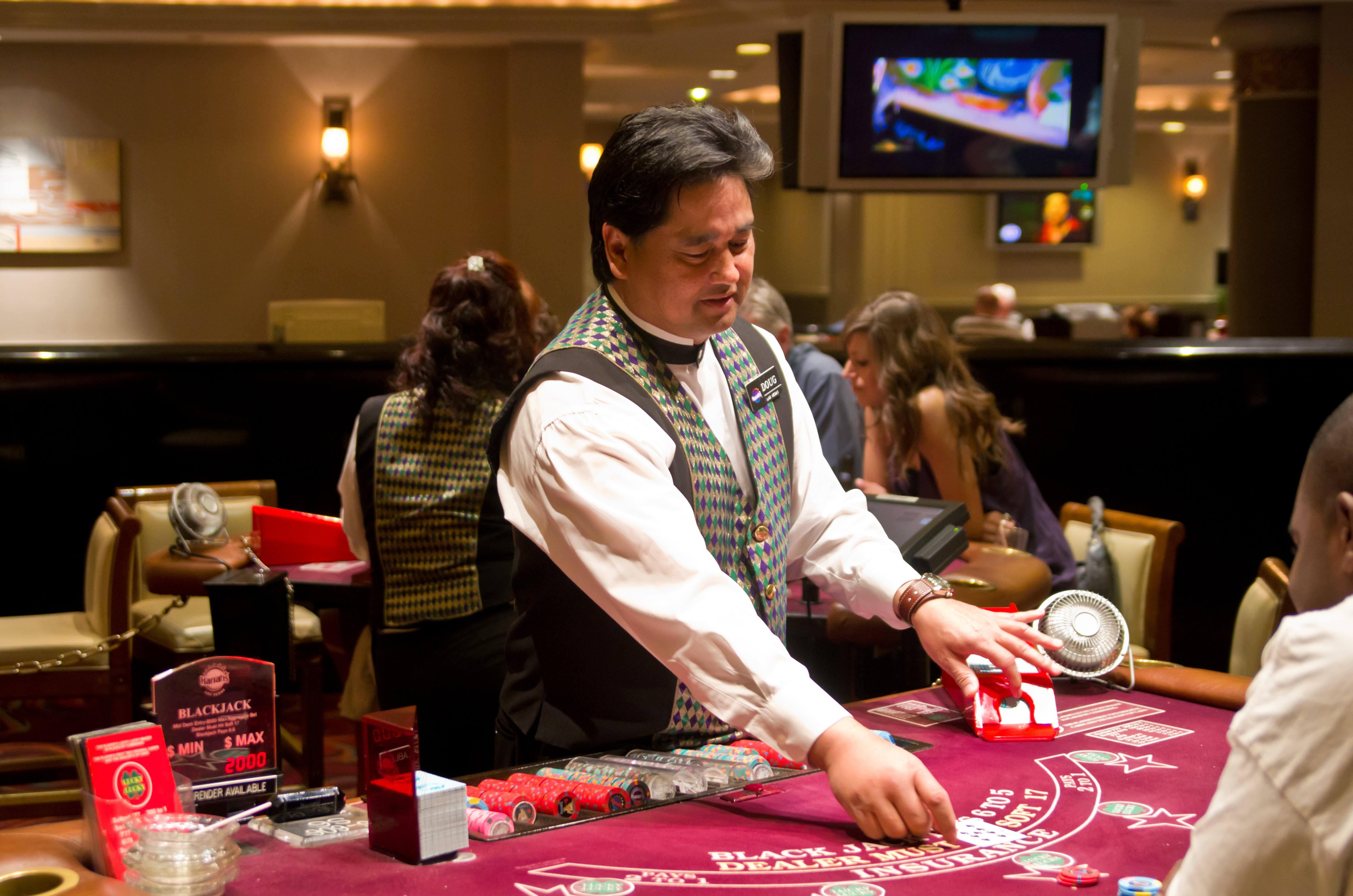
Krupier w Harrah’s Las Vegas

Krupier – pracownik kasyna obsługujący grę hazardową. Wiele gier hazardowych nie wymaga obecności krupierów, gdyż ich obsługa jest prosta i może być zastąpiona tzw. automatami hazardowymi.
Praca krupiera polega na organizacji i prowadzeniu w kasynach gier hazardowych takich jak ruletka czy gry karciane. Istnieje podział krupierów ze względu na rodzaj zajęć. Pierwszy to krupier-dealer, który bezpośrednio prowadzi grę. Drugi to krupier-inspektor, który czuwa nad prawidłowością przebiegu gry. W zależności od rodzaju gry krupier pracuje samodzielnie lub w zespole, inne są też czynności krupiera.
Do obsługi ruletki francuskiej niezbędnych jest trzech krupierów dealerów. Jeden zajmuje miejsce u szczytu stołu, pozostali po obu jego stronach. Nad całością czuwa krupier-obserwator. Krupier prowadzący grę ogłasza początek i koniec przyjmowania zakładów, rzuca kulką, ogłasza zwycięskie kombinacje. Krupierzy siedzący po obu stronach stołu pomagają graczom w odpowiednim ustawianiu żetonów, jednak nie mogą wziąć ich do ręki prosto z ręki gracza. W tym celu używają specjalnych grabek. Dodatkowo muszą oni zapamiętać ustawienie żetonów na planszy. Ich zadaniem jest też wypłacanie wygranych. W przypadku ruletki amerykańskiej grę obsługuje tylko jeden krupier-dealer. Tu wszystkie operacje wykonuje rękoma.
W przypadku gier karcianych w zależności od rodzaju gry, krupier prowadzi grę tasując i rozdając karty, dodając lub wymieniając je, jeśli dopuszczają to przepisy gry, zbiera żetony od graczy przegranych i wypłaca je zwycięzcy. Ponadto do zadań krupiera należy również dbanie o przebieg gry w zgodzie z zasadami i wychwytywanie zachowań wskazujących na próby oszustwa. Nieuczciwy gracz może zostać przez krupiera upomniany, a nawet wyproszony od stołu rozgrywki.